# Стариков, Михаил Семёнович
Михаи́л Семёнович Ста́риков (1909—1993) — Гвардии старший сержант Рабоче-крестьянской Красной Армии, участник Великой Отечественной войны, Герой Советского Союза (1945).

## Биография
Родился 5 ноября 1909 года в селе Чигорак (ныне — Борисоглебский городской округ Воронежской области). После окончания трёх классов школы работал в колхозе.
В сентябре 1941 года призван на службу в Рабоче-крестьянскую Красную Армию. С октября того же года — на фронтах Великой Отечественной войны. Два раза был ранен.
К декабрю 1944 года гвардии старший сержант Михаил Стариков был помощником командира взвода и одновременно парторгом 7-й роты 107-го гвардейского стрелкового полка 34-й гвардейской стрелковой дивизии 68-го стрелкового корпуса 4-й гвардейской армии 3-го Украинского фронта. Отличился во время освобождения Венгрии. 30 декабря 1944 года, оказавшись в окружении на станции Банхида к северо-западу от Секешфехервара, организовал оборону двухэтажного здания, удерживая его пять последующих дней, отразив сорок немецких контратак, после чего сумел прорваться из окружения к своим.
Указом Президиума Верховного Совета СССР от 29 июня 1945 года за «образцовое выполнение боевых заданий командования на фронте борьбы с немецкими захватчиками и проявленные при этом мужество и героизм» гвардии старший сержант Михаил Стариков был удостоен высокого звания Героя Советского Союза с вручением ордена Ленина и медали «Золотая Звезда» за номером 9103.
После окончания войны демобилизован. Проживал и работал в Борисоглебске. Скончался 15 августа 1993 года, похоронен в Борисоглебске.
Был также награждён орденом Отечественной войны 1-й степени и рядом медалей.